# 검은도르콥시스
검은도르콥시스(Dorcopsis atrata)는 캥거루과에 속하는 유대류의 일종이다. 뉴기니 동부 끝단의 섬이 토착 지역이며, 자연 서식지는 아열대 또는 열대 기후 지역의 건조림이다. 서식지 감소와 사냥때문에 멸종 위협을 받고 있으며, 개체수가 감소 추세에 있고 국제 자연 보전 연맹(IUCN)이 멸종위급종(CR, [Critically endangered species)으로 분류하고 있다.

## 특징
검은도르콥시스는 상체는 검은색을 하체는 짙은 갈색을 띤다. 코 주변은 털이 없고, 긴 주둥이와 작고 둥근 귀를 갖고 있으며 꼬리는 뒷 부분 절반 정도가 털이 없다. 앞다리는 튼튼한 반면에 뒷다리와 발은 비교적 작다. 성체의 몸길이는 29~39cm, 꼬리 11~16cm, 몸무게는 약 2kg 정도이다.

## 생태
검은도르콥시스는 주로 야행성 동물로 간주하고 있지만, 울창한 숲에서 낮 동안에 움직이는 것으로 추정하기도 한다. 먹이는 식물의 새순과 잎, 풀, 열매 그리고 뿌리 등이며, 이를 주둥이로 모이고 앞발로 다룬다. 어린 검은도르콥시스는 어미의 육아낭 안에서 성장한다. 육아낭에 4개의 젖꼭지가 있지만, 보통 한 번에 한 마리의 새끼를 키운다.

## 보전 상태
검은도르콥시스는 오직 한 군데, 파푸아뉴기니 동쪽 끝단의 굿이너프 섬에서만 알려져 있으며 현존하는 종의 발견되는 서식지 한계는 최대 100km2 이하이다. 한 해의 대부분을 작은 관목숲 그러나 땅에 이끼와 지의류, 양치류가 깔린 해발 고도 1000~1800m 높이의 참나무 숲에서 보낸다. 계절이 바뀌면 골짜기와 아래 땅으로 내려오는 데, 이 때가 사냥에 취약해 지는 싯점이다. 산지 숲은 화전농업 때문에 황폐화되고 결국 초원으로 바뀐다.
검은도르콥시스가 안정적인 서식지에서는 흔하게 발견되기는 하지만 전체적인 개체수는 감소 추세에 있으며, 국제 자연 보전 연맹(IUCN)이 보전 상태를 멸종위급종(CR, Critically endangered species)으로 분류하고 있다.